# Peceneaga
Peceneaga là một xã thuộc hạt Tulcea, România. Dân số thời điểm năm 2002 là 2072 người.